# Āb Anārak
Āb Anārak (persiska: Dūrtū, آب انارک) är en ort i Iran.   Den ligger i provinsen Khuzestan, i den centrala delen av landet, 500 km söder om huvudstaden Teheran. Āb Anārak ligger 738 meter över havet och antalet invånare är 472.
Terrängen runt Āb Anārak är kuperad åt sydväst, men åt nordost är den bergig.Runt Āb Anārak är det ganska tätbefolkat, med 58 invånare per kvadratkilometer. Närmaste större samhälle är Bāgh-e Malek, 16,8 km nordväst om Āb Anārak. Omgivningarna runt Āb Anārak är i huvudsak ett öppet busklandskap.